# Geranomyia eurygramma
Geranomyia eurygramma är en tvåvingeart. Geranomyia eurygramma ingår i släktet Geranomyia och familjen småharkrankar.

## Underarter
Arten delas in i följande underarter:
- G. e. eurygramma
- G. e. stenomera